# 新和町
新和町（日语：／ Shinwa machi */?）是位于日本熊本縣天草郡的一個已廢除的町，於2006年3月27日與本渡市、牛深市、天草郡有明町、御所浦町、倉岳町、栖本町、五和町、天草町、河浦町合併為天草市。
新和町有不少關于楊貴妃的傳說，傳說楊貴妃在安史之乱中并沒有死亡，而是逃往日本，船隻在天草附近時失事，漂流到了新和町，並傳說生活在龍洞山。

## 歷史

### 變遷表
| 1889年以前 | 1889年4月1日 | 1889年 - 1949年                   | 1950年 - 1989年          | 1950年 - 1989年        | 1989年 - 現在        | 現在                 |
| ---------- | ------------ | --------------------------------- | ------------------------ | ---------------------- | -------------------- | -------------------- |
|            | 楠浦村       | 楠浦村                            | 1956年6月1日 有明村      | 1958年1月1日 有明町    | 2006年3月27日 天草市 | 2006年3月27日 天草市 |
|            | 赤崎村       |                                   | 1956年6月1日 有明村      | 1958年1月1日 有明町    | 2006年3月27日 天草市 | 2006年3月27日 天草市 |
|            | 上津浦村     |                                   | 1956年6月1日 有明村      | 1958年1月1日 有明町    | 2006年3月27日 天草市 | 2006年3月27日 天草市 |
|            | 下津浦村     |                                   | 1956年6月1日 有明村      | 1958年1月1日 有明町    | 2006年3月27日 天草市 | 2006年3月27日 天草市 |
|            | 島子村       |                                   | 1956年6月1日 有明村      | 1958年1月1日 有明町    | 2006年3月27日 天草市 | 2006年3月27日 天草市 |
|            | 大浦村       |                                   | 1956年6月1日 有明村      | 1958年1月1日 有明町    | 2006年3月27日 天草市 | 2006年3月27日 天草市 |
|            | 須子村       |                                   | 1956年6月1日 有明村      | 1958年1月1日 有明町    | 2006年3月27日 天草市 | 2006年3月27日 天草市 |
|            | 浦村         | 浦村                              | 1955年7月1日 倉岳村      | 1960年4月1日 倉岳町    | 2006年3月27日 天草市 | 2006年3月27日 天草市 |
|            | 棚底村       |                                   | 1955年7月1日 倉岳村      | 1960年4月1日 倉岳町    | 2006年3月27日 天草市 | 2006年3月27日 天草市 |
|            | 宮田村       |                                   | 1955年7月1日 倉岳村      | 1960年4月1日 倉岳町    | 2006年3月27日 天草市 | 2006年3月27日 天草市 |
|            | 栖本村       | 1901年4月1日 栖本村               | 1962年9月1日 栖本町      | 1962年9月1日 栖本町    | 2006年3月27日 天草市 | 2006年3月27日 天草市 |
|            | 河馬田村     | 1901年4月1日 栖本村               | 1962年9月1日 栖本町      | 1962年9月1日 栖本町    | 2006年3月27日 天草市 | 2006年3月27日 天草市 |
|            | 御所浦村     | 御所浦村                          | 1963年11月1日 御所浦町   | 1963年11月1日 御所浦町 | 2006年3月27日 天草市 | 2006年3月27日 天草市 |
|            | 二江村       | 1941年2月11日 二江町              | 1955年5月1日 五和町      | 1955年5月1日 五和町    | 2006年3月27日 天草市 | 2006年3月27日 天草市 |
|            | 御領村       |                                   | 1955年5月1日 五和町      | 1955年5月1日 五和町    | 2006年3月27日 天草市 | 2006年3月27日 天草市 |
|            | 鬼池村       |                                   | 1955年5月1日 五和町      | 1955年5月1日 五和町    | 2006年3月27日 天草市 | 2006年3月27日 天草市 |
|            | 手野村       |                                   | 1955年5月1日 五和町      | 1955年5月1日 五和町    | 2006年3月27日 天草市 | 2006年3月27日 天草市 |
|            | 城河原村     |                                   | 1955年5月1日 五和町      | 1955年5月1日 五和町    | 2006年3月27日 天草市 | 2006年3月27日 天草市 |
|            | 町山口村     | 1898年12月21日 改制並改名為本渡町 | 1954年4月1日 本渡市      | 本渡市                 | 2006年3月27日 天草市 | 2006年3月27日 天草市 |
|            | 本戶村       | 1935年4月1日 併入本渡町           | 1954年4月1日 本渡市      | 本渡市                 | 2006年3月27日 天草市 | 2006年3月27日 天草市 |
|            | 志柿村       |                                   | 1954年4月1日 本渡市      | 本渡市                 | 2006年3月27日 天草市 | 2006年3月27日 天草市 |
|            | 下浦村       |                                   | 1954年4月1日 本渡市      | 本渡市                 | 2006年3月27日 天草市 | 2006年3月27日 天草市 |
|            | 櫨宇土村     |                                   | 1954年4月1日 本渡市      | 本渡市                 | 2006年3月27日 天草市 | 2006年3月27日 天草市 |
|            | 楠浦村       |                                   | 1954年4月1日 本渡市      | 本渡市                 | 2006年3月27日 天草市 | 2006年3月27日 天草市 |
|            | 佐伊津村     |                                   | 1954年4月1日 本渡市      | 本渡市                 | 2006年3月27日 天草市 | 2006年3月27日 天草市 |
|            | 本村         |                                   | 1954年4月1日 本渡市      | 本渡市                 | 2006年3月27日 天草市 | 2006年3月27日 天草市 |
|            | 龜場村       |                                   | 1954年4月1日 本渡市      | 本渡市                 | 2006年3月27日 天草市 | 2006年3月27日 天草市 |
|            | 宮地岳村     | 宮地岳村                          | 1957年3月31日 併入本渡市 | 本渡市                 | 2006年3月27日 天草市 | 2006年3月27日 天草市 |
|            | 大多尾村     | 大多尾村                          | 1954年10月1日 新和村     | 1961年4月1日 新和町    | 2006年3月27日 天草市 | 2006年3月27日 天草市 |
|            | 宮地村       |                                   | 1954年10月1日 新和村     | 1961年4月1日 新和町    | 2006年3月27日 天草市 | 2006年3月27日 天草市 |
|            | 中田村       |                                   | 1954年10月1日 新和村     | 1961年4月1日 新和町    | 2006年3月27日 天草市 | 2006年3月27日 天草市 |
|            | 碇石村       |                                   | 1954年10月1日 新和村     | 1961年4月1日 新和町    | 2006年3月27日 天草市 | 2006年3月27日 天草市 |
|            | 福連木村     | 福連木村                          | 1956年9月21日 天草町     | 1956年9月21日 天草町   | 2006年3月27日 天草市 | 2006年3月27日 天草市 |
|            | 高濱村       |                                   | 1956年9月21日 天草町     | 1956年9月21日 天草町   | 2006年3月27日 天草市 | 2006年3月27日 天草市 |
|            | 大江村       |                                   | 1956年9月21日 天草町     | 1956年9月21日 天草町   | 2006年3月27日 天草市 | 2006年3月27日 天草市 |
|            | 下津深江村   | 1936年10月1日 下田村              | 1956年9月21日 天草町     | 1956年9月21日 天草町   | 2006年3月27日 天草市 | 2006年3月27日 天草市 |
|            | 小田床村     | 1936年10月1日 下田村              | 1956年9月21日 天草町     | 1956年9月21日 天草町   | 2006年3月27日 天草市 | 2006年3月27日 天草市 |
|            | 一町田村     | 一町田村                          | 1954年11月1日 河浦町     | 河浦町                 | 2006年3月27日 天草市 | 2006年3月27日 天草市 |
|            | 久留村       | 1921年5月1日 併入一町田村         | 1954年11月1日 河浦町     | 河浦町                 | 2006年3月27日 天草市 | 2006年3月27日 天草市 |
|            | 新合村       |                                   | 1954年11月1日 河浦町     | 河浦町                 | 2006年3月27日 天草市 | 2006年3月27日 天草市 |
|            | 今富村       | 1896年1月26日 富津村              | 1954年11月1日 河浦町     | 河浦町                 | 2006年3月27日 天草市 | 2006年3月27日 天草市 |
|            | 崎津村       | 1896年1月26日 富津村              | 1954年11月1日 河浦町     | 河浦町                 | 2006年3月27日 天草市 | 2006年3月27日 天草市 |
|            | 宮野河內村   | 宮野河內村                        | 1956年4月1日 併入河浦町  | 河浦町                 | 2006年3月27日 天草市 | 2006年3月27日 天草市 |
|            | 牛深村       | 1898年11月13日 牛深町             | 1898年11月13日 牛深町    | 1954年7月1日 牛深市    | 2006年3月27日 天草市 | 2006年3月27日 天草市 |
|            | 深海村       |                                   |                          | 1954年7月1日 牛深市    | 2006年3月27日 天草市 | 2006年3月27日 天草市 |
|            | 魚貫村       |                                   |                          | 1954年7月1日 牛深市    | 2006年3月27日 天草市 | 2006年3月27日 天草市 |
|            | 久玉村       |                                   |                          | 1954年7月1日 牛深市    | 2006年3月27日 天草市 | 2006年3月27日 天草市 |
|            | 龜浦村       | 龜浦村                            | 1948年4月1日 二浦村      | 1954年7月1日 牛深市    | 2006年3月27日 天草市 | 2006年3月27日 天草市 |
|            | 早浦村       |                                   | 1948年4月1日 二浦村      | 1954年7月1日 牛深市    | 2006年3月27日 天草市 | 2006年3月27日 天草市 |